# Ardiente secreto (telenovela)
Ardiente secreto fue una mini-telenovela mexicana producida por Irene Sabido para Televisa en 1978. Protagonizada por Daniela Romo en su lanzamiento protagónico y Joaquín Cordero. Su duración fue de 20 capítulos emitidos semanalmente. Es una adaptación de la célebre novela Jane Eyre de la escritora inglesa Charlotte Brontë.

## Sinopsis
La huérfana Mariana Cisneros es recogida por una tía que la detesta y termina encerrándola en un internado para niñas pobres. Allí Mariana sufre terribles penurias incluyendo la muerte de una amiga, pero también se educa bajo la guía de una generosa maestra.
Al llegar a su mayoría de edad, decide buscar empleo como institutriz. Es contratada por Eduardo, un rico hacendado que necesita de una maestra y compañera para Adela, su hija ilegítima.
Mariana le toma cariño a la solitaria Adela y es atraída y repelida a la vez por su temperamental y misterioso patrón. Eduardo corteja a una vecina ambiciosa, pero Mariana se sorprende ante la insolencia del capataz de la hacienda que parece tener un poder sobre su patrón.
Mariana y Eduardo llegarán a enamorarse, pero un terrible secreto los separará. Y esto lo descubrirá Mariana el mismo día de su boda: el capataz y la cocinera son el cuñado y la suegra de Eduardo que han aceptado ser sus sirvientes para proteger a la esposa de éste que no ha muerto, sino que vive encerrada en la buhardilla afectada por demencia alcohólica. Desesperada Mariana huye de la hacienda, pero su amor la hará regresar.

## Elenco
- Daniela Romo - Mariana Cisneros
- Joaquín Cordero - Eduardo
- Lorena Velázquez - Irene
- Virginia Manzano - Virginia
- Dolores Tinoco - Simona
- Patricia Tanús - Adela
- Ada Carrasco - Tía
- Eduardo Liñán - Rodolfo
- Erika Carrasco - Mariana (niña)